# Heinroth-Sturmtaucher
Der Heinroth-Sturmtaucher (Puffinus heinrothi) ist eine Seevogelart aus der Gattung Puffinus innerhalb der Familie der Sturmvögel (Procellariidae). Das Artepitheton ehrt den deutschen Ornithologen Oskar Heinroth, der zu Beginn des 20. Jahrhunderts den Holotypus sammelte.

## Merkmale
Der Heinroth-Sturmtaucher erreicht eine Körperlänge von 27 cm. Die Oberseite ist braunschwarz. Wangen und Kehle sind graubraun und die Unterseite ist dunkelbraun. Das Gefieder der Bauchmitte ist weiß mit dunkelbraunen Säumen. Die kleinen Unterflügeldecken sind dunkelbraun; die mittleren und großen sind weiß und kontrastieren zu den dunklen Schwingen, so dass sie ein breites, helles Band auf dem Unterflügel bilden. Der lange, dünne Schnabel ist grauschwarz. Die Füße sind auf der Unterseite fleischfarben, auf der Oberseite und an den Seiten schwarz. Die Iris ist braun oder blau.

## Verbreitung
Das Verbreitungsgebiet des Heinroth-Sturmtauchers erstreckt sich über den Bismarck-Archipel (wo die Art insbesondere in Neubritannien und Madang sowie an der Nordküste von Neuguinea vorkommt), die Gewässer um Bougainville sowie auf Kolombangara in den Salomonen.

## Lebensraum und Lebensweise
Der Heinroth-Sturmtaucher geht auf hoher See, vermutlich im uferfernen Freiwasserbereich, auf Nahrungssuche. Die Brutgebiete befinden sich in hohen Gebirgen auf dem Land. Mehr ist über seine Lebensweise nicht bekannt.

## Status
Der Heinroth-Sturmtaucher war lange nur von sieben Exemplaren bekannt: dem 1901 in der Blanche Bay auf Neubritannien von Oskar Heinroth gefangenen Holotypus sowie sechs weiteren Individuen, die 1934 bei Watom Island beobachtet wurden. 1979 wurde er dann vom neuseeländischen Ornithologen Don Hadden auf Bougainville wiederentdeckt. Obwohl der Heinroth-Sturmtaucher in hohen, unzugänglichen Gebirgen brütet, geht auf allen Inseln, wo die Art nachgewiesen wurde, eine Gefährdung von Ratten, Katzen und Hunden aus. Ratten wurden in einer Höhe von 900 m auf der Insel Kolombangara entdeckt und sind eine potentielle Bedrohung für die Küken. BirdLife International stuft den Heinroth-Sturmtaucher in die Kategorie „gefährdet“ (vulnerable) ein und schätzt den Weltbestand auf 250 bis 1000 Exemplare.